# Resident Evil Re:Verse
Resident Evil Re:Verse — відеогра, шутер від третьої особи з елементами survival horror, розроблений компанією Capcom спільно з Neobards Entertainment. Гра була випущена 28 жовтня 2022 для Windows, PlayStation 4, PlayStation 5, Xbox One, Xbox Series та Stadia.

## Ігролад
Гра являє собою багатокористувацький шутер від третьої особи, у основі якого стоять персонажі серії Resident Evil. Гравці (можлива участь від двох до шести гравців) змагаються в п'ятихвилинних матчах, використовуючи зброю та предмети, які розташовані по всій мапі. Перемагає гравець, який набрав найбільшу кількість очок (RP) наприкінці матчу. Кожен персонаж має особливий набір навичок й зброї.

## Розробка та випуск
Resident Evil Re:Verse була анонсована 22 січня 2021 року на виставці Resident Evil Showcase на честь 25-річчя серії. Було продемонстровано 50-секундний трейлер і позначено дату виходу проєкту — 7 травня 2021 року. У квітні того ж року, розробники повідомили про перенесення релізу на літо 2021, а пізніше було повідомлено про перенесення на 2022 рік через проблеми під час бета-тестування гри. У січні 2021 року, було проведено закрите бета-тестування, під час якого один з учасників злив у мережу двогодинний геймплей. У березні 2021 року на сайті розробників з'явилася інформації про відкрите бета-тестування гри у квітні. 7 травня 2021 року PEGI видали грі рейтинг 18. 13 червня 2022 року після довгого затишшя, розробники запланували реліз на 28 жовтня 2022 року. 24 жовтня гра вийшла в ранній доступ і отримала від гравців змішані відгуки. Повноцінний реліз і вихід гри з раннього доступу відбувся 28 жовтня 2022 року на Windows, PlayStation 4, PlayStation 5, Xbox One, Xbox Series та Stadia.

## Сприйняття
| Агрегатор  | Оцінка                                  |
| ---------- | --------------------------------------- |
| Metacritic | (PS4) 50/100 (PS5) 45/100 (XONE) 20/100 |

| Видання | Оцінка |
| ------- | ------ |
| IGN     | 5/10   |

Згідно з агрегатором рецензій OpenCritic Resident Evil Re:Verse отримала негативні відгуки від критиків.
Вілл Борджер з IGN оцінив гру в 5 балів з 10, зазначивши що гра може принести задоволення в коротких партіях, але кожен матч «змушував його здригатися» через проблеми з балансом. Також він поскаржився на відсутність різноманітності та методи монетизації, які роблять поліпшення доступнішими тим, хто «готовий витрачати гроші».